# Albert Alvarez

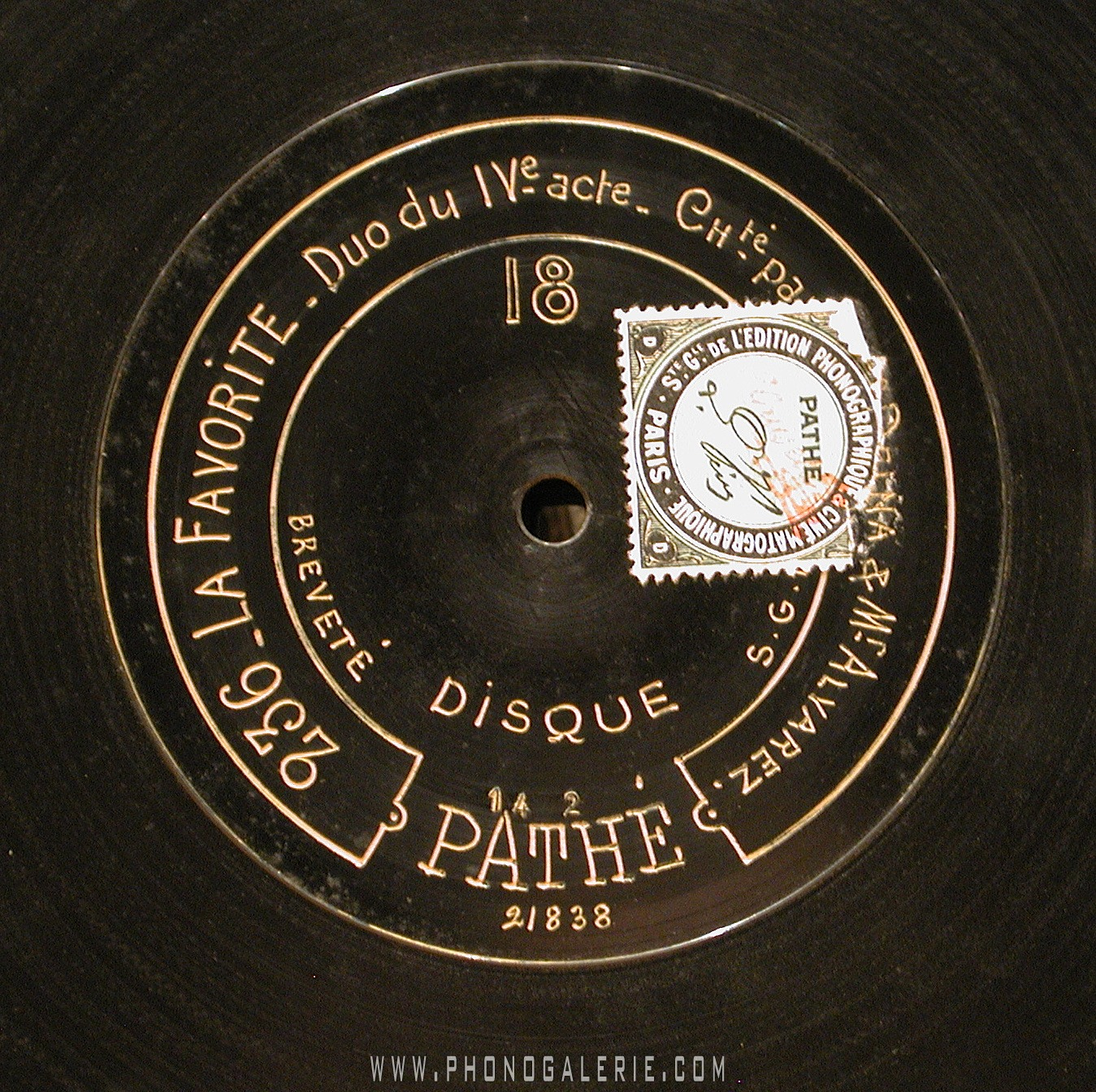
Pathe disque Albert Alvarez

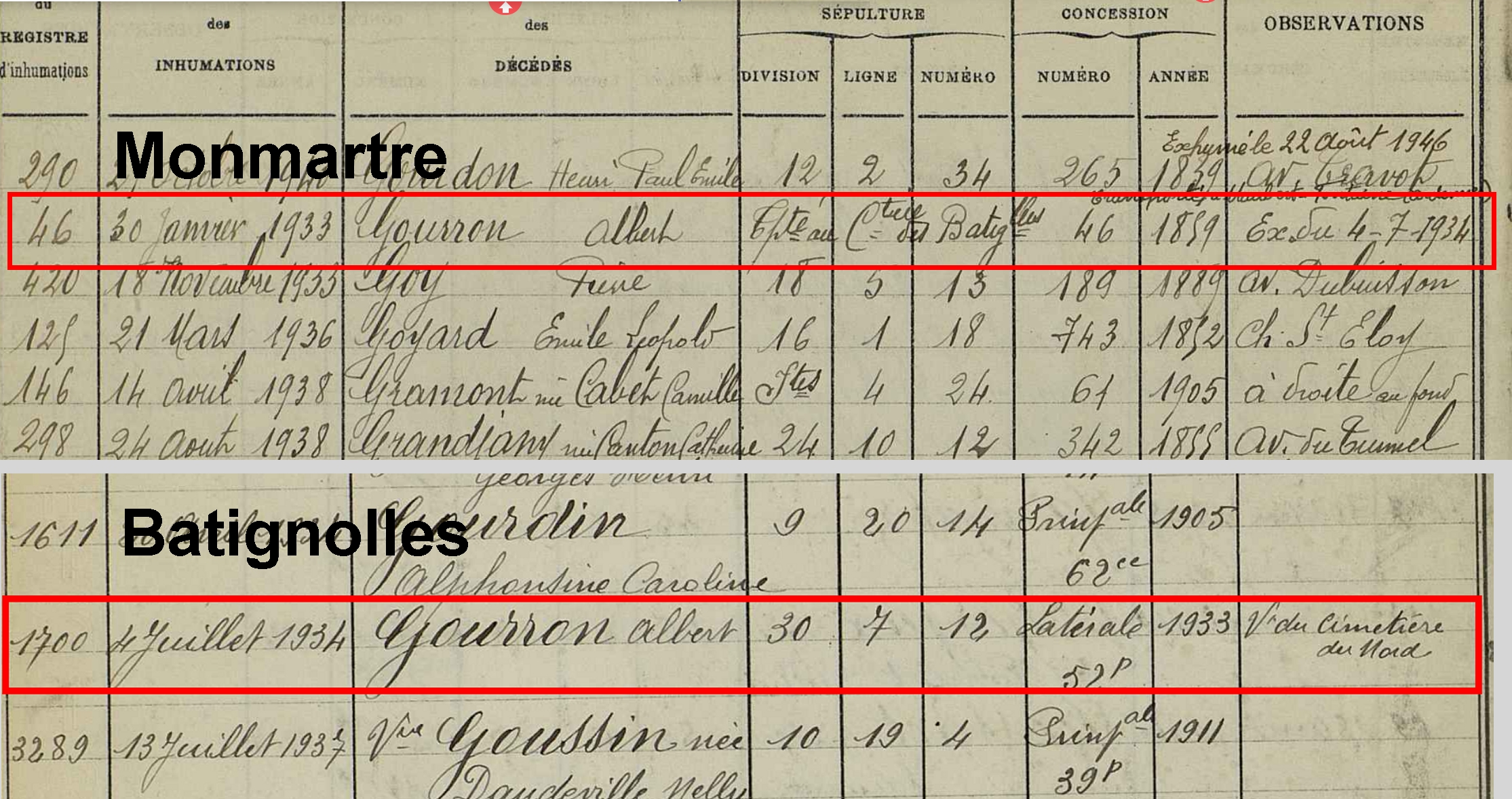
begraafregister Batignolles. Montmartre

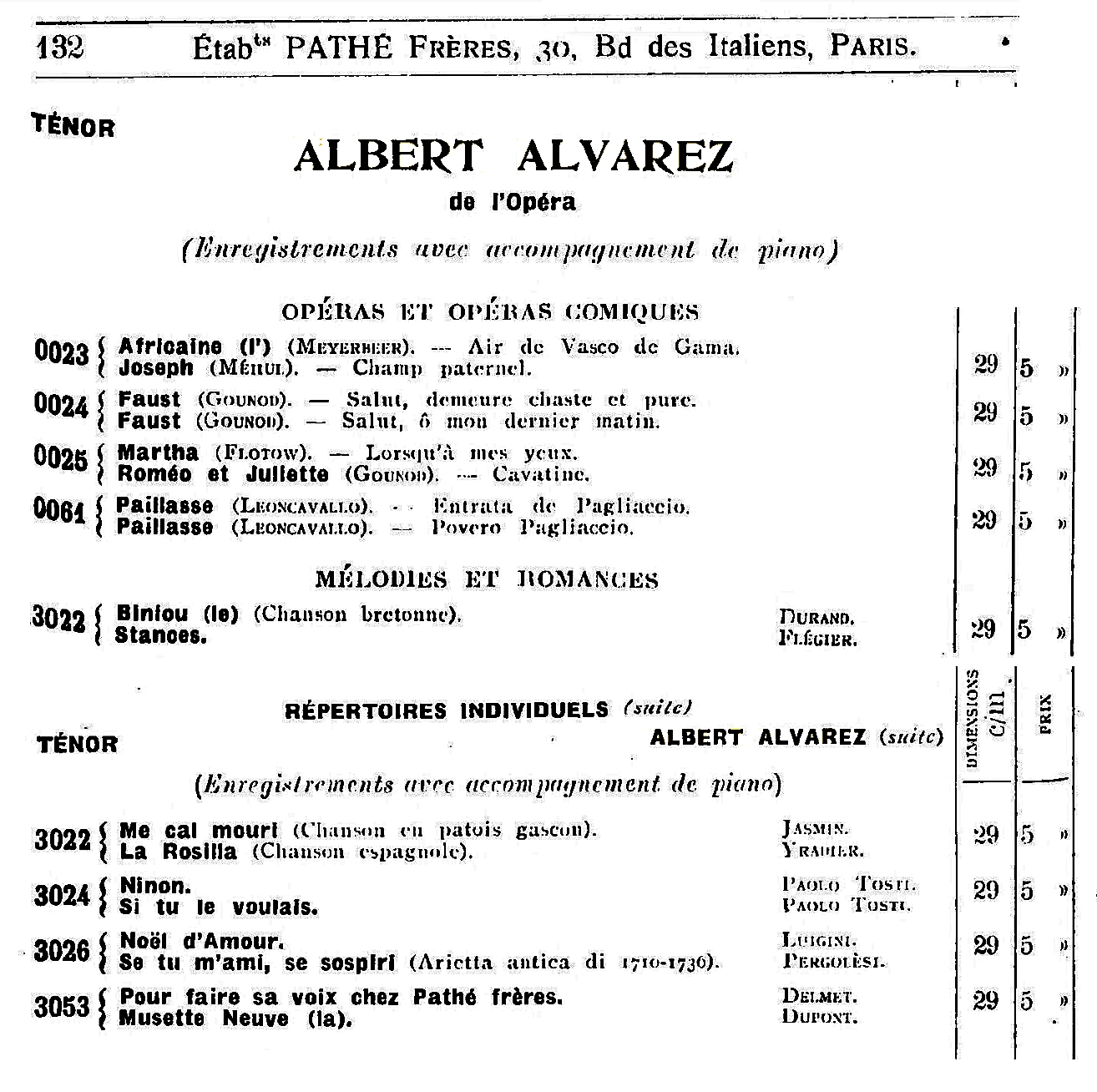
catalogus Pathe 1916-1917

Albert Alvarez, geboren Albert-Raymond Gourron (Bordeaux, 16 januari 1861 - Parijs, 27 februari 1933) was een Franse tenor.

## Levensloop
Albert Raymond werd geboren op 16 januari 1861, zijn ouders waren Jean-Gustave Gourron (slager) en Marie-Eulalie Amouroux. 
Hij had een broer (Laurence, 1867-1942)  en een zus (Jeanne, 1868-1923).
Hij trouwde op 22 april 1891 met Marie-Thérèse Ferchat, het echtpaar kreeg in 1892 een dochter Yvonne.
Op 18 januari 1910 hertrouwde hij met Hélène Benjamin in de Église Sainte-Élisabeth in Parijs in strikt besloten kring.

Tijdens zijn militaire dienst speelde hij cornet en werd kapelmeester van de militaire kapel, 
na zijn diensttijd speelde hij cornet in het beroemde Café-Concert de la Pépinière in de "Rue de Pépinière" (Parijs), het café lag vlakbij
de kazerne en werd door veel soldaten bezocht. 
In 1883 begon hij zijn zangstudie bij Auguste de Martini en in 1886 maakte hij zijn debuut aan de Koninklijke Opera van Gent (België) als Faust. 
Omdat zijn werkgever vond dat Alvarez "Spaanser" klonk dan Gourron werd hij in de rol van Don José aangekondigd als Albert Alvarez, na zijn succes besloot hij deze naam voortaan te gaan gebruiken.
Na zijn debuut in Gent werkte hij onder meer in kleinere operahuizen in Lyon en Marseille, waar hij in de laatstgenoemde stad een groot succes oogstte met zijn vertolking in 1892 van de hoofdrol in Guillaume Tell.
Hij werd aangenomen bij de Opéra national de Paris, waar hij een aantal rollen vertolkte en ook in enkele landelijk operahuizen.
In de periode 1893/1903 gaf hij bijna elk jaar gastoptredens in Londen, in de Royal Opera House, o.a. Araquil in "La Navarraise", (Massenet), 1894 en in "Amy Robsart" (Lara) (Leicester), 1893.
In 1899/1903 werd hij aangesteld bij de Metropolitan Opera New York. Ook was hij actief als zangleraar in Parijs.
Hij had meer dan 40 platen bij Pathé Records in Parijs en er zijn ook illegale opnames gemaakt, op cilinders, tijdens zijn optredens in New York door Lionel Mapleson.

### Rollen
- Nicias in Massenets "Thaïs", 1894.
- Mirko in Augusta Holmes' "La montagne noir", 1895.
- Merowig in Girauds "Frédégonde", 1895.
- Jean in Duvernoy's "Hellé", 1896.
- Guillaume in Bruneaus' Messidor, 1897.
- Gautier in Vidal's "La Burgonde", 1898.
- Hélion in Lara's "Messaline", 1899, (Monte Carlo).
- Hercule in Leroux's "Astarté, 1901.
- Bar-Kokéba in Erlanger's " Le Fils de l'étoile", 1904.
- Pâris in "Hélène", (Saint-Saëns), 1904.

### Het Proces
Een plotseling einde aan zijn carrière en algemene bekendheid riep hij over zichzelf af door in 1907 een proces aan te spannen tegen Julien Torchet, de muziekrecensent, en de redactie van Comœdia.
Torchet had in de uitgave van 10 oktober 1907 aangegeven dat Alvarez weleens vals zong, de zwaar beledigde tenor eiste toen 
100.000 franc schadevergoeding wegens laster. In eerste instantie, januari 1908,  werd Comœdia veroordeeld tot een
schadevergoeding van 1500 francs, in hoger beroep werd de zaak 
geseponeerd omdat de aanleiding te weinig belangrijk werd geacht.
Het gevolg was echter wel dat hij in 1908, wegens het doorlopend maken van fouten, werd ontslagen bij de Opéra national en hij volledig uit de Franse pers verdween.

## Na het proces
Alvarez overleed in Parijs op 27 januari in zijn huis, Avenue de Suffren 147 in Parijs.
Hij werd, overeenkomstig zijn wens, in besloten kring begraven, veel landelijke kranten melden zijn overlijden, in Parijs slechts enkele.
Hij werd aanvankelijk begraven op Cimetière de Montmartre op 30 januari 1933, op 7 juli 1934 werd hij herbegraven op Cimetière des Batignolles (Parijs).
Na zijn overlijden werd hij op 4 juli 1933 postuum aangeklaagd door een aantal schuldeisers die waardepapieren bezaten van de failliete onderneming van Raymond Gourron.